# Knölläppad spolsnäcka

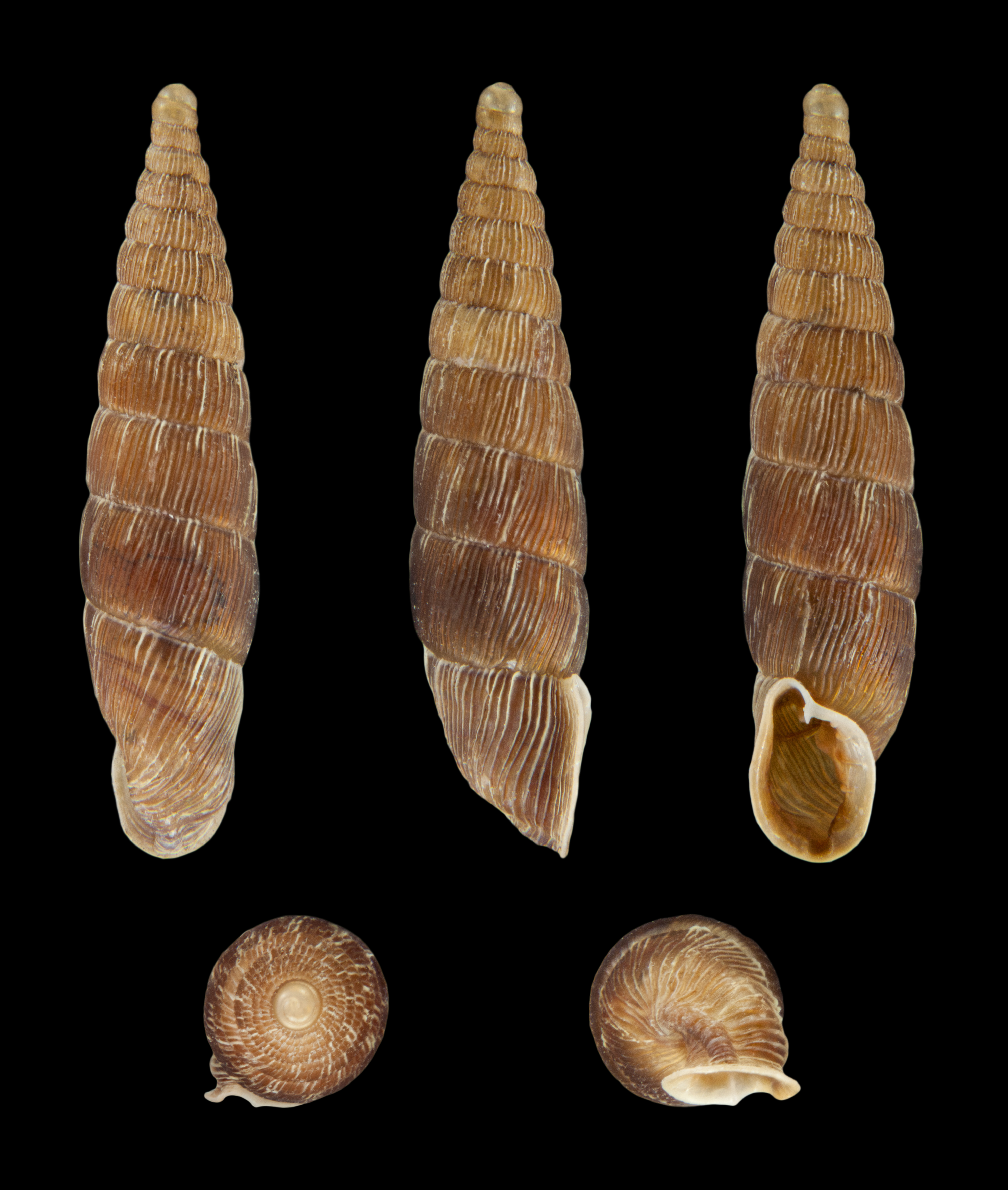

Knölläppad spolsnäcka (Laciniaria plicata) är en snäckart som först beskrevs av Draparnaud 1801.  Knölläppad spolsnäcka ingår i släktet Laciniaria, och familjen spolsnäckor. Enligt den svenska rödlistan är arten nära hotad i Sverige. Dess svenska utbredning består av tre isolerade förekomster. En av dessa, ett begränsat rasbrantsparti på västsidan av Hoburgen, Gotland är känd sedan mitten av 1800-talet. Då beskrevs utbredningen som ”några få punkter av de västra branterna av Hoburgen”. I modern tid har arten dock endast påträffats på en relativt begränsad lokal i detta område, möjligen har dess utbredning minskat sedan 1800-talets mitt. Ytterligare förekomster upptäcktes på Ivö Klack på Ivö i Skåne 1987 och i ONO-branterna på Stora Karlsö 1988. Totalutbredningen är central- och östeuropeisk med spridda förekomster i Danmark, Nordtyskland och Baltikum. Förekomsterna på Hoburgen och Ivö Klack är individrika och tycks stabila. Förekomsten på Stora Karlsö är både yt- och individmässigt mera begränsad. Även om populationerna tycks stabila är de sårbara genom sin arealmässiga begränsning och sina isolerade lägen. Artens livsmiljö är skogslandskap, havsstränder.